# US Mondorf-les-Bains
US Mondorf-les-Bains – luksemburski klub piłkarski z siedzibą w mieście Mondorf-les-Bains na południowym wschodzie kraju.

## Historia
Chronologia nazw:
- 1915–1940: US Mondorf-les-Bains
- 1940–1944: SV (Spielvereinigung) Mondorf
- 1944–...: US Mondorf-les-Bains

Klub został założony w 1915 roku jako US Mondorf-les-Bains. Na początku swego istnienia zespół występował w niższych ligach regionalnych. W czasie okupacji niemieckiej Luksemburga w II wojnie światowej został przemianowany w 1940 roku w SV Mondorf. W 1944 przywrócił historyczną nazwę. W sezonie 1966/67 zespół debiutował w Nationaldivisioun. Po czterech latach gry w sezonie 1969/70 zajął ostatnie 12 miejsce i spadł z ekstraklasy. Potem występował w ligach amatorskich. W 2006 zajął pierwsze miejsce w drugiej grupie 2. Divisioun (D4) i awansował do trzeciej ligi. W 2010 zdobył mistrzostwo 1. Divisioun (D3) i awansował do Division d'Honneur (D2), a po sezonie 2013/2014 zajął 3 miejsce w Division d'Honneur i wywalczył awans do Nationaldivisioun.

## Sukcesy

### Trofea międzynarodowe
Nie uczestniczył w rozgrywkach europejskich (stan na 31-05-2014).

### Trofea krajowe
| \| \| Zdobyte trofea w rozgrywkach Luksemburga (stan na: 31-05-2014) \| |                                                                |      |          |
| Rozgrywki                                                               | Osiągnięcie                                                    | Razy | Sezon(y) |
| Mistrzostwo                                                             | I miejsce                                                      | 0    |          |
| Mistrzostwo                                                             | II miejsce                                                     | 0    |          |
| Mistrzostwo                                                             | III miejsce                                                    | 0    |          |
| Mistrzostwo                                                             | 6 miejsce                                                      | 1    | 1967     |
| Puchar                                                                  | zdobywca                                                       | 0    |          |
| Puchar                                                                  | finalista                                                      | 0    |          |
| Puchar                                                                  | półfinalista                                                   | 1    | 1968     |
| II liga                                                                 | I miejsce                                                      | 1    | 1966     |
| II liga                                                                 | II miejsce                                                     | 0    |          |
| II liga                                                                 | III miejsce                                                    | 1    | 2014     |
| Luksemburg                                                              | Zdobyte trofea w rozgrywkach Luksemburga (stan na: 31-05-2014) |      |          |

- 1. Divisioun (D3):
  - mistrz (1x): 2009/10

## Stadion
Klub rozgrywa swoje mecze domowe na stadionie Stade John Grün w Mondorf-les-Bains, który może pomieścić 3,600 widzów.